# Chroococcus
Chroococcus (хроококус) је род модрозелених бактерија (алги). Припада реду Chroococcales (хроококалес). Врсте овога рода су прокариотски колонијални организми мада их неки сматрају и једноћелијским организмима. Ово су фотоаутотрофни организми и од хлорофила садрже хлорофил a. Ћелије су лоптастог облика и крупније у односу на друге организме из истог реда. Ћелије су чврсто спојене галертом у веће или мање колоније (најчешће се састоје од две, четири или осам ћелија). Врсте овога рода често се налазе у слатким водама, али их има и на влажном земљишту и на стенама. Размножавају се деобом ћелије.
Врсте овога рода су значајне, јер представљају примарне продуценте органских материја у води. Такође су битне јер вршећи фотосинтезу везују угљен-диоксид а ослобађају кисеоник.

## Врсте
у овом роду налазе се 93 врсте:
|  |  |  |